# Bojary Dzikuskie
Bojary Dzikuskie (biał. Дзікушскія Баяры, Dzikuszskija Bajary; ros. Дикушские Бояры, Dikuszkije Bojary) – wieś na Białorusi, w obwodzie grodzieńskim, w rejonie lidzkim, w sielsowiecie Chodorowce, nad Lebiodą.

## Historia
Dawniej folwark. W XIX i w początkach XX w. położone były w Rosji, w guberni wileńskiej, w powiecie lidzkim, w gminie Możejki Wielkie.
W dwudziestoleciu międzywojennym leżały w Polsce, w województwie nowogródzkim, w powiecie szczuczyńskim (od 29 maja 1929, wcześniej w powiecie lidzkim), w gminie Żołudek. W 1921 miejscowość liczyła 189 mieszkańców, zamieszkałych w 34 budynkach, w tym 180 Białorusinów i 9 Polaków. 180 mieszkańców było wyznania prawosławnego i 9 rzymskokatolickiego.
Po II wojnie światowej w granicach Związku Sowieckiego. Od 1991 w niepodległej Białorusi.